# پاول پولتوراتسکی
پاول گراسیموویچ پولتوراتسکی (حدود ۱۸۸۸، نووچرکاسک – ۲۱ ژوئیه ۱۹۱۸) ( روسی: Павел Герасимович Полторацкий  ) یک انقلابی بلشویک  و سیاست‌مدار کمونیست بود. او به عنوان کمیسر خلق در امور کار در اوایل تاسیس جمهوری سوسیالیستی شوروی ترکمنستان منصوب شد و همچنین مدتی به‌عنوان سردبیر روزنامه کمونیستی سووتسکی ترکمنستان خدمت کرد.
پولتوراتسکی در ابتدای جوانی به‌عنوان حروفچین کار می کرد اما سپس وارد فعالیت‌های انقلابی در روستوف-آن-دون و باکو شد و در سال ۱۹۱۳ به دلیل همین فعالیت‌ها به زندان افتاد. در سال ۱۹۱۷ پس از انقلاب فوریه او به‌عنوان رئیس شورای(سوویت) کارگران و دهقانان در کوگون، ازبکستان انتخاب شد. او به عنوان نماینده بلشویک‌ها به اولین کنگره سراسری نمایندگان شوراهای کارگران و دهقانان روسیه اعزام شد. به گفته یک منبع دیگر، او همچنین در جوانی مدتی کارگر راه‌آهن بوده است.
شهر عشق‌آباد پایتخت فعلی ترکمنستان بین سال‌های ۱۹۱۹ تا ۱۹۲۷ به افتخار وی پولتوراتسک نامیده می‌شد.